# Taipalensaari
Taipalensaari är en halvö i Finland. Den ligger i sjön Iso Allasjärvi och i kommunen Alavo i den ekonomiska regionen  Kuusiokunnat  och landskapet Södra Österbotten, i den sydvästra delen av landet, 280 km norr om huvudstaden Helsingfors.